# Куц, Томас
Томас Куц (англ. Thomas Kuc; род. 10 октября 2002, Сан-Паулу) — американский и бразильский актёр. Наибольшую известность ему принесла роль Хадсона Гимбла в комедийном телесериале «Игроделы» канала Nickelodeon.

## Биография
Томас родился 10 октября 2002 года в Сан-Паулу, Бразилия. Когда ему было 5 лет, семья переехала в Калифорнию. Он был одарённым ребёнком и начал проявлять интерес к пению в очень раннем возрасте. Он был зачислен в местную музыкальную школу. Вскоре после этого начал публиковать свои музыкальные видеоклипы на YouTube, которые быстро стали успешными. После успеха на YouTube он начал публиковать видеоклипы в других социальных сетях, таких как musical.ly и Vine.
Томас Куц многоязычен, говорит на польском, мандаринском, португальском, испанском и английском языках.

## Карьера
В 2015 году начал сниматься в телесериале Nickelodeon под названием «Игроделы», который создал Дэн Шнайдер. Главными героинями сериала являются две ученицы седьмого класса по имени Бейб и Кензи, которые придумали игру «Китолёт». Куц исполнил роль Хадсона Гимбла, который дружит с Бэйб и Кензи. Он даёт советы героям, касательно ведения бизнеса. Телесериал имел большой успех, что увеличило известность Томаса Куца.
После успеха в телесериале, снялся в фильме под названием «Дьявольский», который вышел в 2015 году. Фильм представлял собой научно-фантастический триллер, в котором мать-одиночка борется с силами зла в своем доме. Томас Куц сыграл Дэнни, сына матери-одиночки.

## Фильмография
| Год       | Фильм                                        | Персонаж            | Примечания                |
| --------- | -------------------------------------------- | ------------------- | ------------------------- |
| 2015-2019 | Игроделы                                     | Хадсон Гимбл        | Сериал / Главная роль     |
| 2015      | Новогодняя вечеринка / Ho Ho Holiday Special | Найджел             | Фильм Nickelodeon         |
| 2015      | Дьявольский                                  | Дэнни               | Фильм ужасов              |
| 2016      | Слаймовое безумие                            |                     | Nickelodeon               |
| 2016      | Оранжевый ковер: Angry Bird                  |                     | Nickelodeon               |
| 2017      | Не день Святого Валентина                    | Различные персонажи | Nickelodeon               |
| 2017      | Опасная игра                                 | Хадсон Гимбл        | Кроссовер с Опасный Генри |